# Monte Pulito
Monte Pulito es una curazia situada en el castello (municipio) de Faetano (San Marino).